# Lev-Tolstovskij rajon
Il Lev-Tolstovskij rajon (in russo Лев-Толстовский район?) è un rajon dell'Oblast' di Lipeck, nella Russia europea; il capoluogo è Lev-Tolstoj. Istituito il 30 luglio 1928, ricopre una superficie di 970 chilometri quadrati.